# Nettoyage ethnique des Circassiens

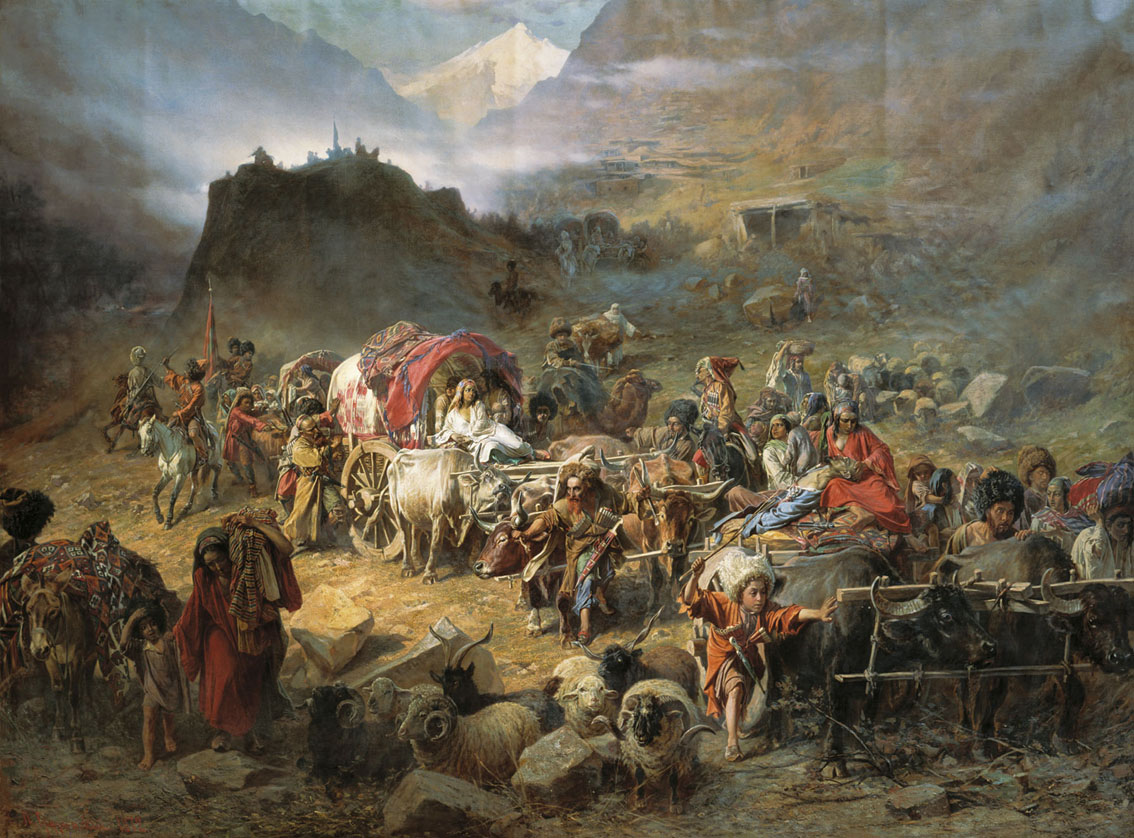
Les montagnards quittant l'aoul, par, 1872

Le terme moderne nettoyage ethnique des Circassiens, également qualifié de déportation désigne l'expulsion des Circassiens de la Circassie historique, soit approximativement la majeure partie de la Ciscaucasie au nord-est de la mer Noire, vers l'Empire ottoman et dans une moindre mesure vers la Perse Kadjare à la suite de la guerre du Caucase, gagnée par l'Empire russe qui les remplaça par les cosaques du Kouban et du Terek.
Les Circassiens, indigènes caucasiens de cette région, subirent de la part de l'Empire russe une Guerre russo-circassienne. L’expulsion débuta avant la fin de la guerre en 1864 et elle était quasiment terminée en 1867. Les peuples concernés étaient principalement des Circassiens (Adyguéens, Tcherkesses), des Oubykhs (en), des Abkhazes et des Abazines.
On ne connaît pas le nombre exact de personnes concernées par ces expulsions, mais elles se comptent par dizaines de milliers. L'armée russe les regroupa pour la conduire vers les ports de la mer Noire, où des navires les transportèrent vers l'Empire ottoman, mais sans leur bétail ni leurs véhicules, qui furent pris par les cosaques ; les Circassiens reçurent en échange de petits dédommagements en argent. L'objectif explicite de la Russie était d'expulser les musulmans de ses nouvelles terres. Un faible nombre put rester dans l'Empire russe, sous condition de faire allégeance au Tzar et d'adopter le christianisme.

## Contexte

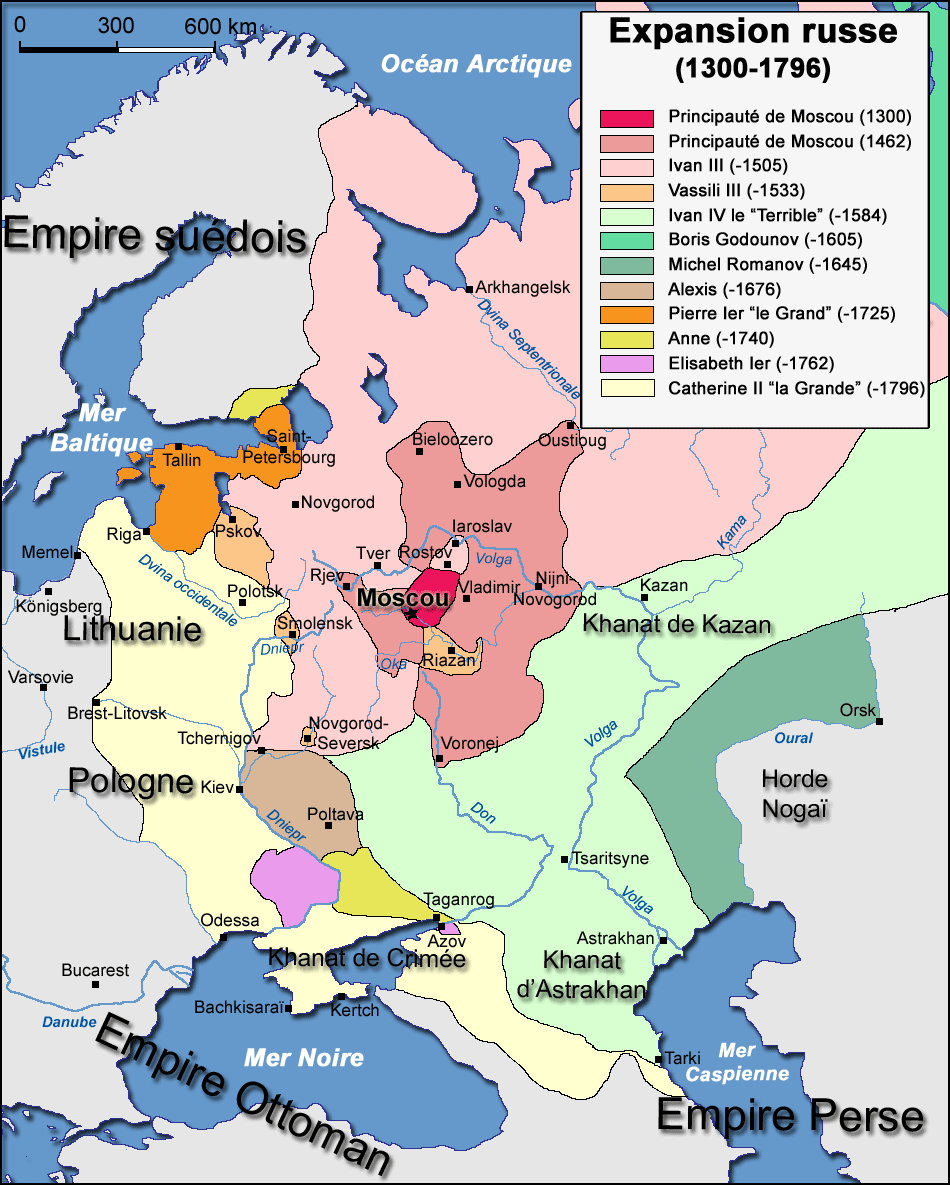
Carte de l'expansion de la Russie entre 1300 et 1796.

Dès le début du XVIIIe siècle, l'Empire russe cherche à étendre son territoire vers le Sud aux dépens de l'Empire ottoman et de la Perse (Guerre russo-persane de 1722-1723). Il vise à intégrer le Caucase dans sa zone d'influence. Certains territoires se révèlent plus simples à intégrer que d'autres, selon de leur organisation politique. En Géorgie orientale par exemple, de tradition chrétienne orthodoxe millénaire, la Karthlie et la Kakhétie avaient été par intermittence sous domination iranienne depuis 1555, mais s'étaient déclarées indépendantes à la mort de Nâdir Châh en 1747, tandis qu'Héraclius II, roi géorgien chrétien des territoires, bien qu'ancien wali perse, avait ratifié une alliance avec la Russie en 1783 (Traité de Gueorguievsk) par lequel il abjura la dépendance vis-à-vis de l'Iran et reconnut la suzeraineté de la Russie. Avec l'émergence de la nouvelle dynastie Kadjars en Perse, le fondateur, Agha Mohammad Khan, décide de ramener le Caucase dans l'orbite perse. Il exige d'Héraclius II qu'il renonce au traité avec la Russie, lui promettant paix et sécurité dans le cadre de l'empire perse. Héraclius fait alors appel à son alliée et protectrice, Catherine II, mais en vain. Bien qu'abandonné des Russes, Héraclius II rejette l'ultimatum perse. La Russie, à l'occasion d'un enchaînement d’événements, trouve l'opportunité d'une annexion facile de la Géorgie. Celle-ci sera ratifiée par le traité de Golestan en 1813. Certains territoires, comme l'Arménie moderne et l'Azerbaïdjan caucasien, et le sud du Daghestan, qui avaient une noblesse puissante, généralement affiliée au Chah, sont simplement conquis lors de la guerre russo-persane de 1804-1813, puis de celle de 1826-1828. D'autres, comme une partie de la Kabardie et les régions du Daghestan, avec également une noblesse puissante, mais qui étaient restés indépendants des empires, sont incorporés avec la conciliation de l'élite locale et son incorporation dans la noblesse russe. Ces deux types de zones s'avèrent relativement faciles à intégrer. En Kartl-Kakhétie, le gouvernement russe prend comme prétexte une demande du feu roi Georges XII, pour annexer purement et simplement le royaume et évincer la famille royale. Le souverain de l'Iméréthie résiste militairement à la Russie, tandis que des révoltes menées par des membres de la dynastie éclatent en Kartl-Kakhétie. Dans leur ensemble les territoires géorgiens restent rétifs à l'annexion pendant une grande partie du XVIIIe siècle. Les autres régions du Caucase, celles qui n'ont jamais encore été conquises par des empires extérieurs et où le pouvoir n'est pas été centralisé, se révèlent les plus difficiles à annexer par les Russes. C'est à cette catégorie qu'appartient la majeure partie de la Circassie.
En Circassie, les Russes affrontent une résistance désorganisée mais continue. Tandis que la Russie pense qu'elle détient l'autorité sur la Circassie, fondée sur la cession par les Ottomans en 1829 par le traité d'Andrinople, les Circassiens considèrent ce traité comme invalide, car leur territoire, indépendant de l'Empire ottoman, n'a pu être cédé par Constantinople. Alors que les relations entre les Circassiens et les Cosaques étaient de longue date cordiales avec d'importants échanges commerciaux, les Circassiens et d'autres peuples du Caucase prennent l'habitude de razzier les camps russes puis de disparaître. Dans le même temps, l'accroissement des troupes russes stationnées dans la région, fait croître leurs besoins (en raison des problèmes de transport des marchandises depuis la Russie), ce qui les amène à leur tour à attaquer les villages indigènes, entraînant des cycles de représailles.
L'armée russe tente d'imposer son autorité en construisant une série de forts, mais ces forts deviennent de nouvelles cibles de raids et tombent parfois aux mains des montagnards. À l'époque d'Alexis Iermolov, l'armée russe commence à pratiquer une stratégie de représailles disproportionnées en réponse aux raids. L'objectif étant d'imposer la stabilité et l'autorité à l'ensemble du Caucase, les troupes russes ripostent en détruisant les villages où les combattants de la résistance sont censés se cacher, et recourent à des assassinats, des enlèvements et à l'exécution des familles entières. La résistance s'appuyant sur les villages sympathisants pour son ravitaillement, l'armée russe détruit également systématiquement les cultures et le bétail. Même les villages qui avaient dans un premier temps accepté le pouvoir russe rallient la résistance. En outre, la cause circassienne commence à susciter l'empathie à l'Ouest, en particulier en Grande-Bretagne, qui la soutient pendant la guerre de Crimée. Chamil, dans le nord du Caucase, tente, à de nombreuses reprises, de gagner le soutien des Circassiens dans sa propre lutte contre la Russie, mais les Circassiens manifestèrent peu d'enthousiasme. Malgré sa reddition à la Russie, la résistance se poursuit.
Les Russes répliquent à la résistance circassienne en prenant le contrôle du terrain. Ils construisent un réseau routier, rasent les arbres aux abords des routes, détruisent des villages et souvent installent de nouvelles communautés agricoles de Russes ou Caucasiens pro-russes. Cette situation devient de plus en plus inhumaine, la destruction massive des villages était devenue une tactique habituelle.

## L'idée d’expulsion
En 1857, Dmitri Milioutine est le premier à évoquer l'idée d'une expulsion en masse des Circassiens. Milioutine soutient que l'objectif n'est pas simplement de les déplacer afin que leurs terres soient cultivées par des agriculteurs productifs, mais plutôt que « l'élimination des Circassiens est une fin en soi pour nettoyer la terre d'éléments hostiles »,. Le tsar Alexandre II approuve ce plan et Milioutine est promu ministre de la guerre en 1861. Dès le début des années 1860, les expulsions commencent dans le Caucase (d'abord dans le Nord puis au Nord-Ouest),.
Pour sa part, l'administration russe a hâte de se débarrasser des peuples « insoumis » et d'installer dans la région des Cosaques et d'autres chrétiens. Le général Nikolaï Evdokimov préconise l'expulsion des indigènes du Caucase de l'Ouest vers l'Empire ottoman. Il écrit que « la réinstallation des montagnards insoumis » vers la Turquie sera la meilleure façon de mettre fin à la guerre du Caucase, tout en laissant la liberté à ceux qui « préfèrent la mort à l'allégeance au gouvernement russe ». À l'inverse, le commandement tsariste est conscient que la Turquie pourrait utiliser les migrants contre les populations chrétiennes lors de l'imminente guerre russo-turque). Le plan de réinstallation des Circassiens est finalement décidé lors d'une réunion du commandement russe au Caucase en octobre 1860 à Vladikavkaz et officiellement entériné le 10 mai 1862 par le tsar Alexandre II.
Les Ottomans envoient des émissaires pour inciter à l'émigration. Ils espèrent ainsi augmenter la part des musulmans dans des régions d'accueil où la population chrétienne était importante. Les montagnards sont invités à « rejoindre la Turquie, où le gouvernement ottoman les accueillera à bras ouverts et où leur vie sera incomparablement meilleure ».
Les mollahs et autres chefs sont favorables à la réinstallation, parce qu'ils se sentent opprimés par l'administration russe. Ils craignent de devoir se convertir au christianisme pour obtenir la pleine citoyenneté russe. En outre, les chefs locaux tenaient à conserver leurs anciens privilèges et des droits féodaux abolis dans tout l'Empire russe par la grande réforme agraire. La conscription obligatoire est aussi un des facteurs qui inquiètent ces populations, mais en fait, ils n'y auraient jamais été soumis.

## Expulsion
« En cette année de 1864, un acte presque sans précédent dans l'histoire a été accompli : il n'y a plus de montagnards dans leurs anciens lieux de résidence et des mesures sont prises pour nettoyer la région, afin de la préparer pour une nouvelle population russe. »

— État-major général de l'armée du Caucase

Après la capitulation de l'imam Chamil (en Tchétchénie et au Daghestan) en 1859, la guerre de conquête du Nord-Caucase par la Russie se limite à la Circassie. Après la conquête du Nord-Caucase par l'Empire russe, celui-ci met en œuvre une politique d'expulsion des Circassiens de leurs territoires ancestraux.
Parmi les principaux peuples déplacés vers l'empire ottoman figurent les Adyguéens, les oubykhs (en), les musulmans Abkhazes et les Abazines, d'où la référence aux Circassiens. Cependant, bien que les Circassiens furent les principales (et les plus notoires) victimes, les expulsions touchèrent aussi significativement d'autres peuples de la région. On estime que 80 % des Ingouches ont quitté l'Ingouchie pour le Moyen-Orient en 1865,. Les Tchétchènes des plaines sont également expulsés en grand nombre, mais beaucoup sont revenus : pendant une longue période les Tchétchènes ont été absents des plaines ancestrales tchétchènes jusqu'à ce qu'ils se réinstallent dans la région à leur retour de leur déportation en Sibérie dans les années 1944-1957. Les Arshtins, à l'époque un peuple séparé, disparaissent en tant que groupe distinct : selon les documents officiels, 1366 familles Arshtin ont disparu (c'est-à-dire ont fui ou sont tuées) et ne sont restées que 75 familles,.
D'autres peuples partent vers l'Iran, surtout ceux qui vivaient sur des territoires anciennement sous contrôle iranien, comme les Laks, les Circassiens (probablement seulement les Kabardes, les plus liés à la Perse Séfévides, Afcharides et l'Empire kadjar), les chiites Lezguiens, et surtout beaucoup d'Azerbaïdjanais caucasiens. Après la guerre russo-turque de 1877-1878, l'Empire ottoman cède à la Russie les provinces géorgiennes largement musulmanes (Adjarie, Basse Gourie et Lazistan). Des milliers de Géorgiens musulmans (Chveneburi) émigrent (les Géorgiens étaient majoritairement chrétiens) ; le peuple musulman Laz (ethniquement et linguistiquement proche des Géorgiens) migre également. Deux autres peuples musulmans du nord-ouest du Caucase, les Karatchaïs et les Balkars, ne sont pas déportés en grand nombre après 1864. Selon les chiffres du gouvernement russe de l'époque, environ 90 % des populations concernées ont été déportés.
Un nombre inconnu de déportés périrent pendant les expulsions. Certains sont morts d'épidémies soit en attendant l'embarquement, soit à leur arrivée dans les ports ottomans de la mer Noire. D'autres périssent au cours de la traversée lors de naufrages causés par des tempêtes. Dans certains cas jusqu'à 1800 réfugiés prennent place dans un seul bateau avec leurs bétails et leurs biens meubles. Lorsque les navires ne coulent pas, ces conditions de surpeuplement furent un terrain idéal pour la propagation des maladies et la déshydratation. Lorsque les navires arrivaient à destination, seule une partie de leurs passagers ont survécu. Ils sont souvent appelés par les observateurs contemporains des « cimetières flottants ».

## Réinstallation

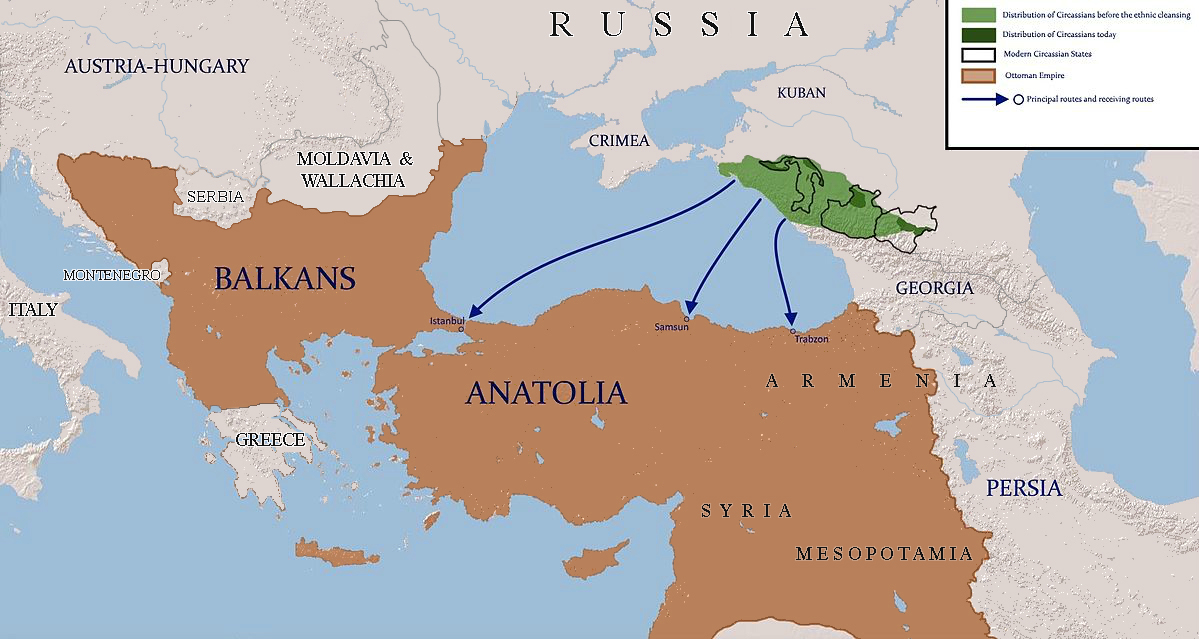
Réinstallation des Circassiens dans l'Empire ottoman.

Dès 1857, Dmitri Milioutine note « nos obligations envers le genre humain exigent que nous prenions des mesures pour fournir une existence à ces tribus qui nous sont hostiles, après que nous les ayons évincées de leurs propres terres par nécessité publique ». Par conséquent, les déportés reçurent un peu d'argent et le passage en Turquie ou en Iran leur fut offert.
Des commissions furent mises en place par les autorités impériales russes pour réduire les taux de mortalité et « étudier les besoins des migrants», c'est-à-dire, pour empêcher les navires d'être surchargés, la mise aux enchères des meubles volumineux, et préparer des vêtements et des vivres pour les familles les plus pauvres, qui seraient transportées « sans droits ou frais de toute nature ». D'autre part, les autorités ottomanes ne parvinrent pas à offrir une aide aux nouveaux arrivés. Ils furent installés dans des régions montagneuses inhospitalières de l'intérieur de l'Anatolie et furent employés à des besognes épuisantes.
Le fils de Chamil, Mohammed Chafi, fut consterné par les conditions que les migrants trouvèrent à leur arrivée en l'Anatolie et enquêta sur la situation : « Je vais écrire à Abdülmecid pour qu'il arrête de tromper les montagnards … Le cynisme du gouvernement ne peut pas être plus marqué. Les Turcs ont déclenché la réinstallation par leurs proclamations, espérant probablement utiliser les réfugiés à des fins militaires … mais après l'avalanche de réfugiés, ils se transformèrent en tortue et condamnèrent honteusement à une mort lente les gens qui étaient prêts à mourir pour la gloire de la Turquie ».
Au cours de l'année de 1864, seulement environ 220 000 personnes débarquèrent en Anatolie et un nombre inconnu en Perse. Entre le 6 mars et le 21 mai 1864, tous les Oubykhs (en) quittèrent le Caucase pour la Turquie, où ils disparurent linguistiquement. À la fin du mouvement, plus de 400 000 Circassiens, ainsi que 200 000 Abkhazes et Adjars, avaient fui vers la Turquie. Le terme Çerkes, « Circassiens » devint le terme générique pour les désigner en Turquie parce que la majorité étaient Adyghe. En Perse également le terme générique de « Circassiens » continua à être usité, comme il l'avait toujours été pour désigner toutes les ethnies caucasiennes au-delà du Derbent et ce depuis les débuts de l'époque Séfévide.
Ces événements entraînèrent le dépeuplement de vastes étendues de l'Ouest du Caucase, en particulier du littoral pontique fertile près de Sotchi. Le gouvernement tsariste fut alarmé par la régression de l'économie régionale. En 1867, la réinstallation fut officiellement interdite, à l'exception des « cas exceptionnels isolés ». Néanmoins, un grand nombre de familles décidèrent plus tard de quitter la Russie quand ils partaient faire le Hajj à la Mecque et restèrent avec leurs parents en Turquie, comme l'ambassade de Russie à Constantinople le signala souvent.

## Re-émigration

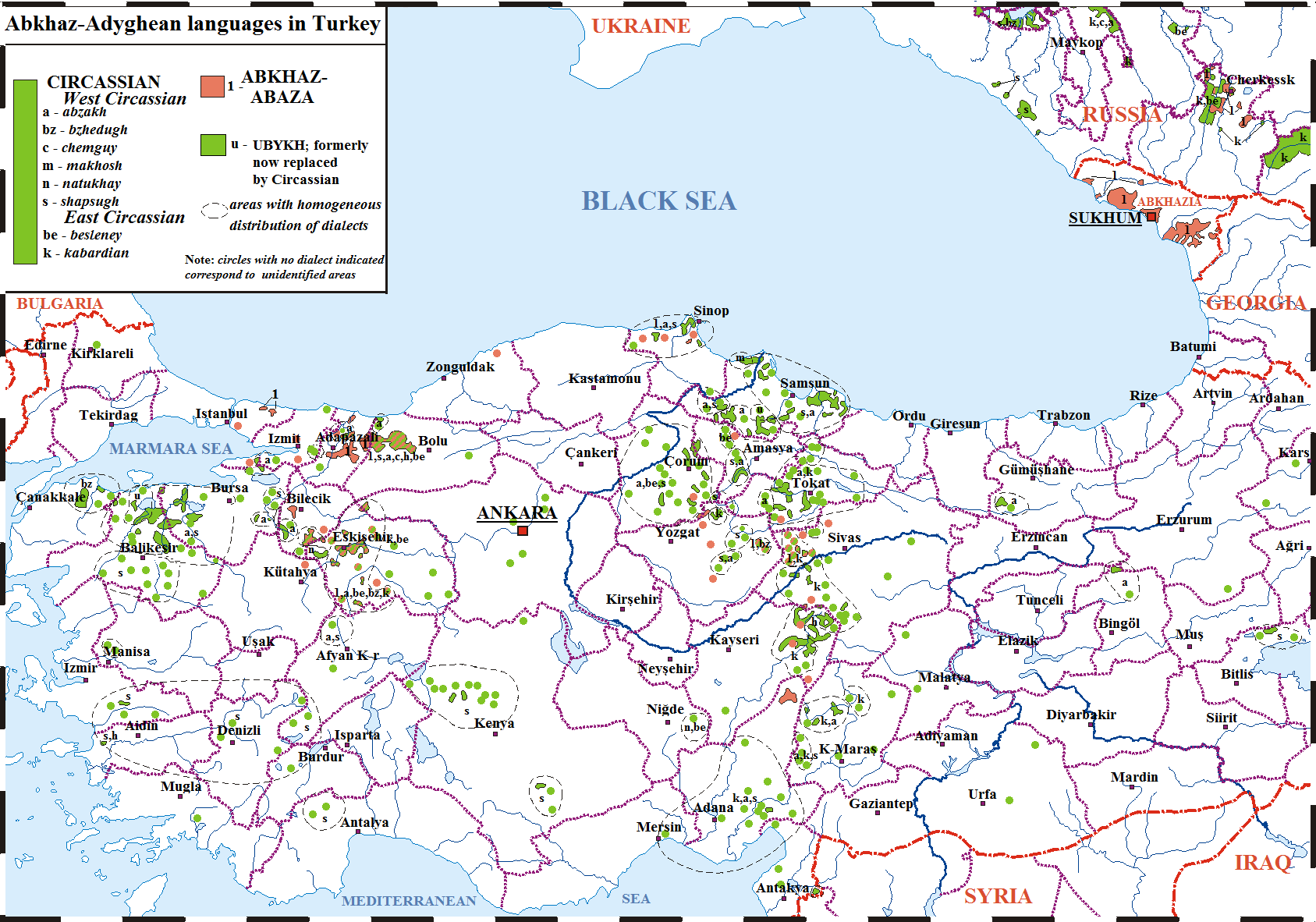
Circassien en Turquie ; basé sur la carte du projet Lingvarium.

Après un bref passage en Turquie, de nombreuses familles circassiennes déposèrent des requêtes à l'ambassade de Russie de Constantinople pour retourner dans le Caucase. À la fin du siècle, les consulats russes de tout l'Empire ottoman furent submergés de requêtes. Selon une estimation, 70 % des émigrants d'avant 1862 furent autorisés à retourner dans leur patrie dans l’Ouest du Caucase. Plus tard, la ré-émigration ne fut permise qu'à une échelle limitée, comme la plupart des grands villages (jusqu'à 8 500 habitants) candidats à la ré-émigration[Quoi ?] et leur réinstallation posa d'énormes difficultés aux autorités impériales. Peut-être plus important encore, Alexandre II soupçonna la Grande-Bretagne et la Turquie d'inciter les Circassiens à demander leur retour dans le but de déclencher une nouvelle guerre contre leurs seigneurs russes. En conséquence, il était connu pour décliner personnellement ces requêtes.

## Conséquences
Globalement, la réinstallation s'accompagna de difficultés pour le peuple. Une partie importante mourut de faim. De nos jours, de nombreux Turcs d'origine adyghe ne mangent toujours pas de poisson, en mémoire du nombre énorme de personnes de leur parenté qu'ils perdirent lors du passage de la mer Noire.
Certains des déportés et de leurs descendants réussirent et atteignirent des positions élevées dans l'Empire ottoman. Un nombre important de Jeunes-Turcs étaient d'origine caucasienne.
Tous les ressortissants de la Turquie sont officiellement considérés comme Turcs. Cependant, il y a plusieurs centaines de villages considérés comme purement « circassiens », avec une population de « Circassiens » estimés à 1 000 000, bien qu'il n'y ait pas de données officielles à cet égard, et les estimations sont fondées sur des enquêtes informelles. Les « Circassiens » en question ne peuvent pas toujours parler les langues de leurs ancêtres, et les partis turcs de centre-droit obtiennent généralement de bons résultats grâce à des programmes aux accents nationalistes, dans les localités où ils sont connus pour constituer une part notable de la population (tels qu'à Akyazı).
Avec les aspirations de la Turquie à rejoindre l'Union européenne, les groupes de population ayant des spécificités ethniques ou culturelles reçurent plus d'attention.
Dans les pays du Moyen-Orient, créés par démembrement de l'Empire ottoman (et qui étaient initialement sous protectorat britannique), le sort de l'ethnie était meilleur. La Légion arabe, créée en Transjordanie, était en grande partie composée de Tchétchènes – sans doute parce que les Bédouins étaient réticents à servir sous un commandement centralisé. En outre, la ville moderne d'Amman fut créée après que les Circassiens s'y installèrent en 1887.
En Iran, comme en Turquie, le gouvernement adopta une politique d'assimilation, consistant à absorber progressivement les réfugiés du Caucase dans la population. Certains de ces déportés d'après 1864 accédèrent à divers rangs élevés, par exemple dans la brigade cosaque persane, où chaque membre de l'armée était soit circassien, soit d'une autre ethnie du Caucase.
Misha Glenny remarque que l’installation des déportés circassiens a joué un rôle majeur dans la déstabilisation des Balkans ottomans, en particulier la Bulgarie. Leur arrivée s'accompagna de la famine et d'épidémies (dont la variole) dans les Balkans ; pire encore, la Sublime Porte ordonna l'expulsion en masse des chrétiens de leurs maisons dans certaines zones pour y reloger les déportés. Cette mesure, et le déclenchement de conflits armés entre les Circassiens d'une part, les chrétiens et les musulmans locaux de l'autre, accélérèrent la croissance des sentiments nationalistes dans les Balkans.

## La question du génocide
Ces dernières années, des universitaires et des militants circassiens ont proposé que les expulsions soient rangées sous la notion moderne de nettoyage ethnique, bien que le terme ne soit utilisé dans les Balkans qu'à partir des années 1860, pour qualifier l'expulsion systématique des habitants des villages par des soldats russes et s'accompagna de la colonisation russe de ces terres, mais aussi par d'autres nationalités, comme les Tchèques, les Grecs et les Allemands dans la région de Guelendjik. Ils estiment que quelque 90 % des Circassiens (estimé à plus de trois millions) n'étaient plus sur le territoire russe. Au cours de ces événements, et de la guerre de Crimée qui les a précédés, des centaines de milliers de personnes, au minimum, « furent tuées ou moururent de faim », mais les chiffres exacts sont encore inconnus.
L'ancien président russe Boris Eltsine a admis, dans une déclaration 1994, que la résistance aux forces tsaristes était légitime, mais il ne reconnaissait pas « la culpabilité du gouvernement tsariste pour le génocide ». En 1997 et 1998, les dirigeants de la Kabardino-Balkarie et de l'Adyguée envoyèrent des appels à la Douma pour reconsidérer la situation et d'émettre les excuses nécessaires ; à ce jour, il n'y a pas eu de réponse de Moscou. En octobre 2006, les organismes publics adyguéennes de Russie, Turquie, Israël, Jordanie, Syrie, des États-Unis, de Belgique, du Canada et d'Allemagne envoyèrent au président du Parlement européen une lettre demandant la reconnaissance du génocide des Adyguéens (circassiens).
Bien qu'il n'y ait pas de continuité juridique entre l'Empire russe et la fédération de Russie moderne[Quoi ?], et d'autre part la notion de génocide n'a été adoptée en droit international qu'au XXe siècle (ce qui constituerait une application rétroactive de la loi), le 5 juillet 2005, le Congrès circassien, une organisation qui réunit des représentants des différents peuples circassiens de la fédération de Russie, a réclamé premièrement la reconnaissance par Moscou, puis l'expression d'excuses pour les politiques tsaristes que les Circassiens qualifient de génocide. Leur appel souligne que « selon les documents tsaristes officiels plus de 400 000 Circassiens furent tuées, 497 000 forcés à fuir à l'étranger principalement vers la Turquie, et seulement 80 000 restèrent en vie dans leur région natale ».
En 2009, Israël, qui abrite une minorité tcherkesse de petite taille, a reconnu ces évènements comme un génocide.
Le 21 mai 2011, le parlement de Géorgie a adopté une résolution, en indiquant que les meurtres de masse des Circassiens « planifiés » par la Russie impériale, s'accompagnant « de famines et d'épidémies délibérées », devraient être reconnus comme « génocide » et les déportés au cours de ces événements, doivent être reconnus comme « réfugiés ». La Géorgie, qui entretient de mauvaises relations avec la Russie, a fait des efforts de sensibilisation des groupes ethniques du Caucase du Nord depuis la deuxième guerre d'Ossétie du Sud en 2008. À la suite de la conférence nations cachées, crimes persistants (en) regroupant des universitaires, des militants des droits de l'homme et des groupes de diaspora circassienne et des discussions avec des parlementaires à Tbilissi en 2010 et 2011, la Géorgie fut désignée comme le premier pays à utiliser le mot « génocide » pour désigner ces événements,, (bien qu’Israël l’ait reconnu un an auparavant).
L'auteur Arno Tanner soutient qu'à leur manière les exactions au Caucase visant les Tatars de Crimée et les Circassiens, les expulsions peuvent être considérées comme « l'invention de la stratégie de nettoyage ethnique et du génocide moderne »
.

## Nombre de réfugiés
- 1828-1829 : 10 000 Abkhazes quittent le Nord-Caucase[Jersild 1],
- 1852-1858 : la population abkhaze baisse de 98 000 à 89 866[Jersild 1],
- 1858-1860 : Plus de 30 000 Nogais partent[Jersild 1],
- 1860-1861 : 10 000 Kabardes restent[Jersild 2],
- 1861-1863 : 4 300 Abaza, 4 000 Natukhais, 2 000 Temirgoi, 600 Beslenei et 300 familles bzhedugs sont exilées[Jersild 2],
- 1865 : 5 000 familles tchétchènes sont envoyés en Turquie[Jersild 2]
- 1863-1864 : 470 703 personnes quittent le Caucase du l'Ouest (selon G.A. Dzidzariia)[Jersild 3],
- 1863-1864 : 312 000 personnes quittent le Caucase du l'Ouest (selon N.G. Volkova)[Jersild 3],
- 1858-1864 : 398 000 personnes quittent l'oblast du Kouban (selon N.G. Volkova)[Jersild 3],
- 1858-1864 : 493 194 personnes quittent (selon Adolf Berzhe)[Jersild 3],
- 1863-1864 : 400 000 personnes quittent (selon N.I. Voronov)[Jersild 3],
- 1861-1864 : 418 000 personnes quittent (selon l'état-major principal de l'armée du Caucase)[Jersild 3].